# Kyra Gracie
Kyra Gracie Guimarães (née le 29 mai 1985) est une sportive brésilienne qui tout comme plusieurs membres de sa famille pratique le jiu-jitsu brésilien ; elle a d'ailleurs été championne du monde de la discipline.

## Carrière sportive
Kyra Gracie a remporté le championnat du monde de grappling organisé par l'Abu Dhabi Combat Club en 2005, 2007 et 2011. En 2009, elle a perdu en finale contre la Brésilienne Luana Alzuguir.